# Ishtar Terra
Ishtar Terra es una de las dos principales altiplanicies del planeta Venus. Es el menor de los dos "continentes" venusinos, y está localizado en el hemisferio norte, cerca del polo norte. Se eleva cerca de 4000 m sobre la altura media superficial. Su nombre procede del de Ishtar, una diosa acadia.
El tamaño de Ishtar Terra se encuentra entre el de Australia y los Estados Unidos, con un área de 8 millones de km² y mide 5600 km de este a oeste. Al este de la altiplanicie se encuentra la mayor montaña de Venus, Maxwell Montes, de 11 000 metros de altitud.
Ishtar Terra contiene también otras tres importantes cimas del planeta: Frejya Montes en el norte, Akna Montes en el oeste , y Danu Montes en la parte sur de la región. La principal llanura de Ishtar Terra, situada en su centro geográfico, recibe el nombre de Lakshmi Planum (llamada así por la diosa hinduista Laksmí).
Los principales volcanes de Ishtar Terra son el Sacajawea, el Colette, y el Cleopatra. Ishtar Terra es también el sitio de muchas teselas, hechas por deformación tectónica.

## Galería

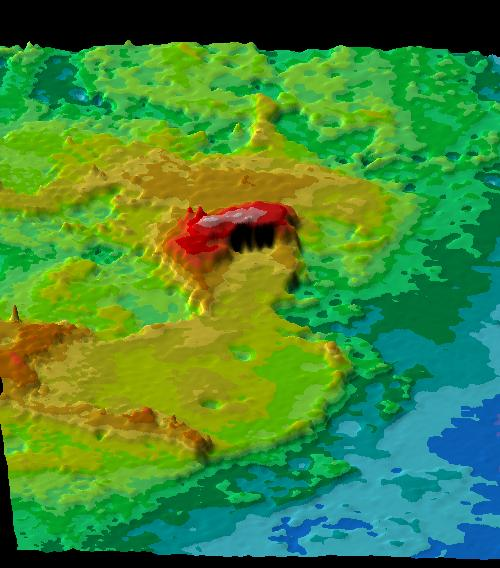
Representación en perspectiva de Ishtar Terra, en el centro de la imagen está Maxwell Montes, según su elevación en rojo y sus picos como Skadi Mons en blanco.
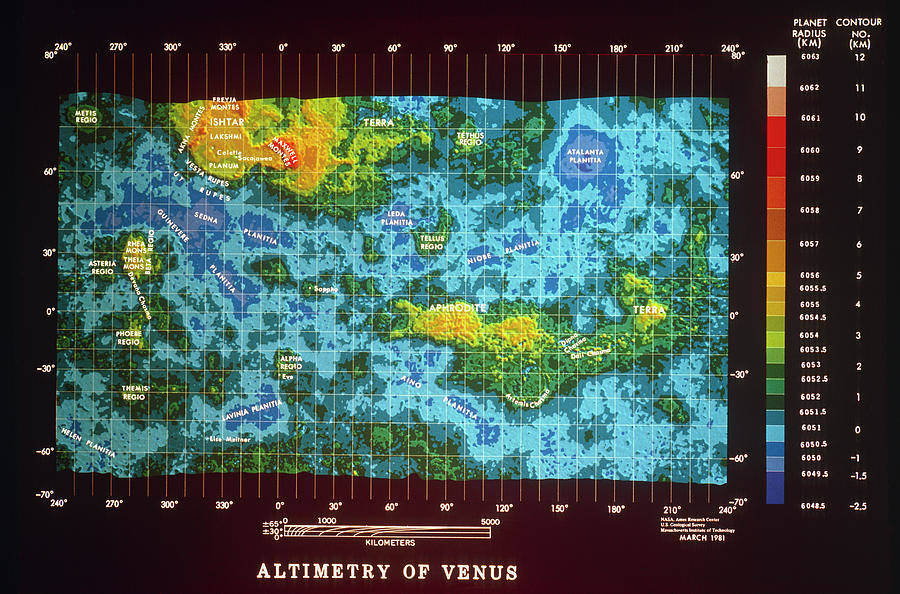
Mapa de elevación codificado por colores, que muestra los "continentes" de terrae elevados en amarillo: Ishtar Terra en la parte superior.
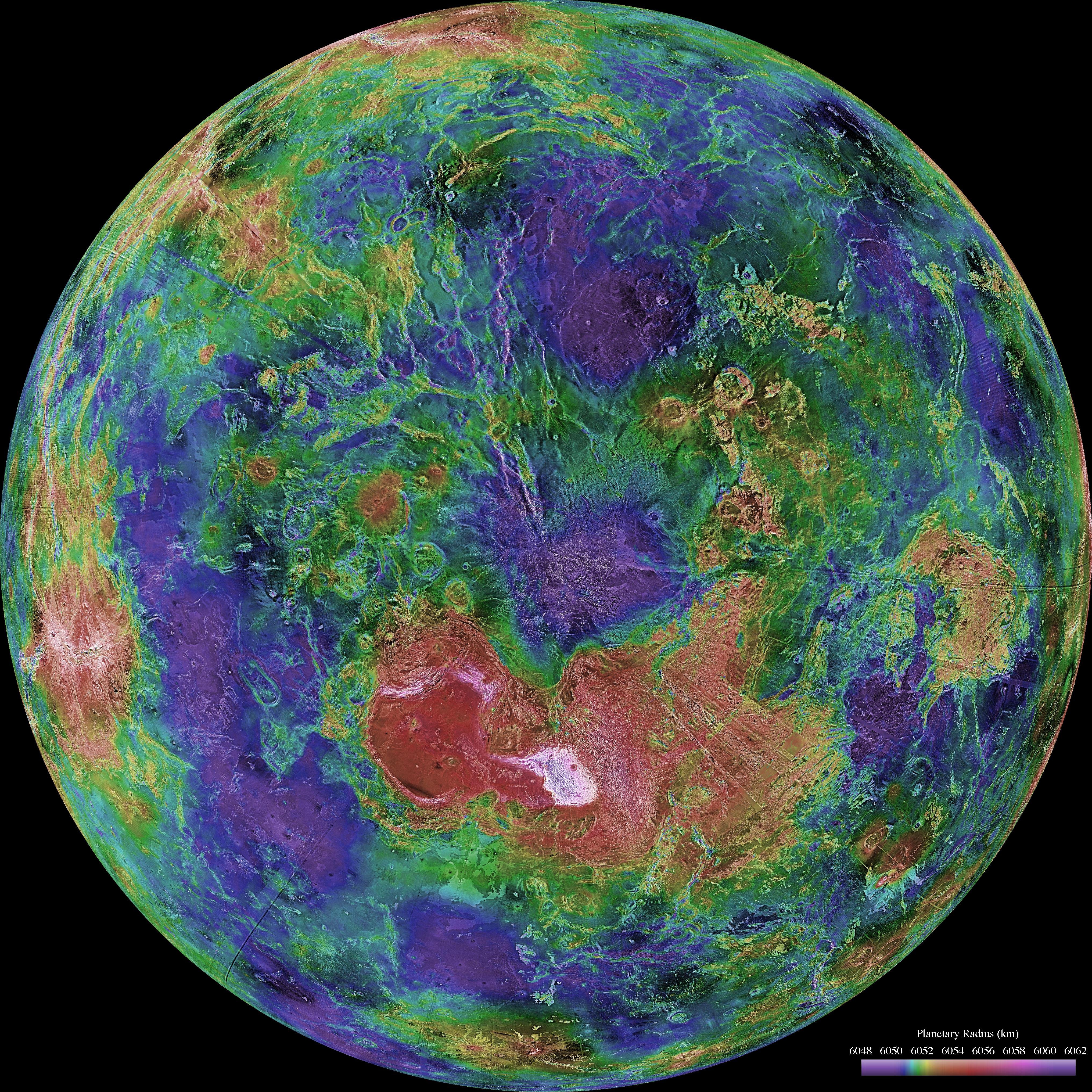
Vista de imagen de radar topográfica de Venus, con Ishtar Terra cerca del centro